# Ismaïla Sarr
Ismaïla Sarr, född 25 februari 1998, är en senegalesisk fotbollsspelare som spelar för Crystal Palace. Han representerar även Senegals landslag.

## Klubbkarriär
Den 8 augusti 2019 värvades Sarr av Watford, där han skrev på ett femårskontrakt.
Den 24 juli 2023 värvades Sarr av Marseille.
Den 1 augusti 2024 värvades Sarr av Crystal Palace på ett femårskontrakt.

## Landslagskarriär
Sarr debuterade för Senegals landslag den 3 september 2016 i en 2–0-vinst över Namibia, där han blev inbytt i den 67:e minuten mot Sadio Mané. Sarr var uttagen i Senegals trupp vid Afrikanska mästerskapet 2017, VM 2018 och Afrikanska mästerskapet 2019.